# Marian Hyla
Marian Jan Hyla (ur. 21 czerwca 1891 w Żarnówce, zm. ?) – podpułkownik piechoty Wojska Polskiego, kawaler Orderu Virtuti Militari.

## Życiorys
Urodził się 21 czerwca 1891 w Żarnówce, pow. myślenickim, w rodzinie Wawrzyńca. W czasie I wojny światowej walczył w szeregach cesarskiej i królewskiej armii. Jego oddziałem macierzystym był pułk piechoty nr 56 z Krakowa. W czasie służby w c. i k. armii awansował na kolejne stopnie w korpusie oficerów rezerwy piechoty: podporucznika (1 września 1915) i porucznika (1 listopada 1917).
21 czerwca 1919 został formalnie przyjęty do Wojska Polskiego, z zatwierdzeniem posiadanego stopnia porucznika ze starszeństwem z dniem 1 listopada 1917, zaliczony do I Rezerwy armii z jednoczesnym powołaniem do służby czynnej na czas wojny, i przydzielony do 12 pułku piechoty. Walczył na wojnie z Ukraińcami. Na początku lutego 1919 roku został ranny w walce o wieś Wołcza Dolna.
22 lipca 1922 roku został zatwierdzony na stanowisku dowódcy batalionu w 12 pułku piechoty w Wadowicach. W latach 1923–1924 dowodził I batalionem, a w następnym roku – II baonem 43 pułku piechoty Strzelców Kresowych w Dubnie. 20 stycznia 1928 roku został przeniesiony z 43 pp do 53 pułku piechoty Strzelców Kresowych w Stryju na stanowisko kwatermistrza. 26 kwietnia 1928 roku został przeniesiony do 27 pułku piechoty w Częstochowie na stanowisko zastępcy dowódcy pułku. W tym samym roku został przeniesiony do Korpusu Ochrony Pogranicza na stanowisko dowódcy 8 baonu granicznego w Stołpcach. W lipcu 1929 roku został przesunięty w KOP na stanowisko dowódcy 10 baonu granicznego w Krasnem. 31 marca 1930 roku otrzymał przeniesienie z KOP do 83 pułku piechoty w Kobryniu na stanowisko zastępcy dowódcy pułku.
23 marca 1932 roku został przeniesiony do Powiatowej Komendy Uzupełnień Słonim na stanowisko komendanta. W połowie 1935 roku został zwolniony z zajmowanego stanowiska i przeniesiony do dyspozycji dowódcy Okręgu Korpusu Nr IX. Później został przeniesiony w stan spoczynku. Podczas kampanii wrześniowej walczył jako dowódca oddziałów ochotniczych w Obronie Wybrzeża.
W listopadzie 1923 roku otrzymał zgodę na zawarcie związku małżeńskiego z Marią Starzyńską.

## Awanse
- porucznik – 1 listopada 1917
- kapitan – z dniem 1 kwietnia 1920
- major – 3 maja 1922 zweryfikowany ze starszeństwem z dniem 1 czerwca 1919 (w 1924 zajmował 271 lokatę w korpusie oficerów piechoty)
- podpułkownik – ze starszeństwem z dniem 1 stycznia 1928

## Ordery i odznaczenia
- Krzyż Srebrny Orderu Wojskowego Virtuti Militari[21]
- Krzyż Kawalerski Orderu Odrodzenia Polski (10 listopada 1938)[22]
- Krzyż Walecznych (dwukrotnie, 1921)[23]

- Krzyż Zasługi Wojskowej 3 klasy z dekoracją wojenną i mieczami (Austro-Węgry)
- Brązowy Medal Zasługi Wojskowej Signum Laudis z mieczami na wstążce Krzyża Zasługi Wojskowej (Austro-Węgry)
- Srebrny Medal Waleczności 2 klasy (Austro-Węgry)
- Krzyż Wojskowy Karola (Austro-Węgry)[24]